# 北魚目村
北魚目村（きたうおのめむら）は、長崎県南松浦郡の最北端にあった村。五島列島のうち中通島の北部を主な村域とした。1956年（昭和31年）に南隣に位置する魚目村と合併し町制施行。新魚目町となった。
現在は新上五島町の一部となっている。

## 地理
五島列島のうち中通島の北部と周辺島嶼部を主な村域とする。
- 島嶼：小島、前島、仲知小島
- 山：番岳[2]、小番岳、多石山、立瀬山、米山
- 海域：津和崎瀬戸
- 港湾：小瀬良港

## 沿革
明治初期は魚目村の一部であったが、1889年（明治22年）に地方自治体として発足するまでの間に村域変更が行われている。まず明治4年に平戸藩領小値賀より中通島最北端に位置する津和崎郷を編入。その後1886年（明治19年）に魚目村に属する6郷のうち小串・立串・津和崎の3郷が分離、同時に青方村（のち南松浦郡上五島町）より分離した曽根郷を加え、これら4郷をもって北魚目村となった。
- 1889年（明治22年）4月1日 - 町村制施行により、南松浦郡北魚目村が単独村制にて発足。
- 1956年（昭和31年）9月25日 - 魚目村と合併し町制施行。新魚目町が発足し、魚目村は自治体として消滅。

## 地名
郷を行政区域とする。北魚目村は1889年の町村制施行時に単独で自治体として発足したため、大字は無し。
- 小串郷
- 曽根郷
- 立串郷
- 津和崎郷

## 北魚目村出身の著名人
- 島田喜蔵（カトリック教会司祭）
- 島本要（カトリック教会司教）
- 前田万葉（ローマカトリック教会枢機卿）
- 本島等（元長崎市長）